# الحسين بن محمد العلوي
الحسين بن محمد الثالث هو أمير علوي مغربي ابن السلطان محمد الثالث.
بعد أن اتهمت قبائل الرحامنة عام 1209هـ مولاي هشام بقتل قائدها عبد الله بن محمد الرحماني غيلة، خلعت طاعتها وبايعت أخاه المولى الحسين، واقتحموا قصبة مراكش واختبأ مولاي هشام بضريح الشيخ أبي العباس السبتي، ودخل الأمير الحسين إلى القصر السلطاني، واستولى على ما فيه من مال ومتاع، وقدم إليه أهل مراكش بيعتهم، وخطبوا باسمه من فوق منابر مساجدهم.
وبعد أيام، تسلل المولى هشام وخرج مع أتباعه إلى مدينة أسفي، وبقي أهل المناطق الواقعة جنوبي نهر أم الربيع ما بين مقيم على بيعة الأمير هشام ومتمسك ببيعة الأمير حسين، حتى زحف السلطان مولاي سليمان على مراكش، ففر سلطانها الأمير الحسين إلى زاوية مولاي إبراهيم بن أحمد المغاري بالجبل المعروف باسمه، واستولى على إقليم سوس. ولما عم وباء الطاعون الكبير منطقة مراكش وسوس عام 1212هـ كان الأميران هشام والحسين من عداد ضحاياه.